# No. 30 Commando
Il No. 30 Commando, dal 1943 noto come 30 Assault Unit, fu un'unità dei British Commandos operante nella seconda guerra mondiale, inizialmente formata per raccogliere informazioni.

## Storia
Secondo alcuni resoconti, l'unità fu schierata per la prima volta durante il raid su Dieppe dell'agosto 1942, nel fallito tentativo di catturare una macchina Enigma e del materiale pertinente.
Nel settembre 1942 ne fu ufficialmente autorizzata la formazione, sotto l'egida del Director of Naval Intelligence. Conosciuto inizialmente come Special Intelligence Unit, comprendeva 33 elementi dei Royal Marines, 34 del British Army e 36 della Royal Navy. Una delle personalità più rilevanti coinvolte era il Commander Ian Fleming (in seguito autore della serie di romanzi di James Bond). L'unità aveva la missione di precedere le forze alleate in avanzata, o di compiere infiltrazioni clandestine nel territorio nemico per terra, mare o aria, impadronendosi di informazioni preziose in forma di codici, documenti, equipaggiamenti o personale. Spesso lavoravano in stretto contatto con le sezioni Field Security dell'Intelligence Corps. Elementi della Special Intelligence Unit erano presenti in tutti i teatri operativi e di solito agivano indipendentemente, raccogliendo informazioni dalle strutture conquistate.
L'unità prese parte agli sbarchi dell'Operazione Torch (novembre 1942), approdando ad ovest di Algeri a Sidi Fredj l'8 novembre. Erano stati muniti di carte dettagliate e fotografie della zona e della periferia della città che ospitava il comando della marina militare italiana. Entro 24 ore tutti gli ordini dii battaglia delle flotte tedesca e italiana, l'elenco dei codici usati in quel periodo ed altri documenti erano stati spediti a Londra.
Rinominata 30 Commando e conosciuta pure come Special Engineering Unit, per la maggior parte del 1943 l'unità, o qualche sua frazione, operò nelle Isole greche, Norvegia, Sicilia (Pantelleria) e Corsica. 34 componenti operarono principalmente nelle campagne italiana e dei Balcani. Le sue missioni sono rimaste asseritamente soggette alla normativa sul segreto militare. Il membro più famoso fu forse Johnny Ramensky, uno scassinatore lituano-scozzese. Queste unità erano normalmente infiltrate oltre le linee nemiche con il paracadute.
Nel novembre 1943 l'unità rientrò in Gran Bretagna per prepararsi all'invasione alleata della Francia. Fu rinominata 30 Assault Unit (30AU) in dicembre, e riorganizzata nelle aliquote "A", "B" e "X" (evidentemente in analogia di fatto con le linee di servizio comune delle operazioni interforze). Un distaccamento, dal nome in codice Pikeforce, sbarcò a Juno Beach. Il suo compito principale nel D-Day era la conquista di una stazione radar a Douvres-la-Délivrande, a nord di Caen (ma i difensori tedeschi resistettero fino al 17 giugno). Guidato dal caposquadrone David Nutting (RAF), un distaccamento dal nome in codice Woolforce, sbarcò a Utah Beach, incaricato di esaminare dei sospetti siti di V-1 tedesche. La 30AU avrebbe partecipato alla conquista di Cherbourg. In luglio ed agosto si acquartierò a Rennes e a Brest, prendendo parte alla liberazione di Parigi. Nel settembre 1944 la 30AU fu impegnata nella conquista dei porti sulla Manica, spesso usando  jeep armate.
Alcune missioni della 30AU in Germania ai primi del 1945 sarebbero tuttora coperte da segreto militare. Si sa che alcuni scienziati militari erano obiettivo dell'unità, talvolta molto all'interno delle linee nemiche. Secondo alcune fonti, la segretezza che circondava la 30AU arrivò al punto di far risultare ufficialmente che personalità tedesche di rilievo, catturate oltre le linee da squadre operative della 30AU, si fossero "arrese" alla fanteria alleata.
Un distaccamento della 30AU fu inviato nel teatro del Pacifico a metà del 1945, ma la resa del Giappone impedì il suo effettivo impiego operativo. In ogni caso subito dopo la guerra la 30AU sarebbe stata attiva a Singapore, in Indocina e ad Hong Kong.
La 30 Assault Unit fu ufficialmente disciolta nel 1946.

## Dopoguerra
la 30 Assalt Unit fu disciolta nel 1946, però i Royal Marines costituirono il 30 Commando Information Exploitation Group (30 Cdo IXG RM) che eredita le tradizioni del 30 Assault Unit.
Nel 2013 il 30 Commando Information Exploitation Group ha ricevuto le chiavi della città di Littlehampton  (West Sussex), in ricordo del fatto che l'unità originaria aveva sede in città durante la Seconda guerra mondiale.

## Organizzazione
Nel 1945 la 30 Assault Unit consisteva di un'aliquota comando, delle aliquote A, B e X, un'unità mobile trasmissioni della Royal Navy ed un'unità medica della Royal Navy.

## Opere di fantasia
- Il film Age of Heroes si ispira piuttosto genericamente alla vera 30 Assault Unit.

## Membri di spicco
- Ian Lancaster Fleming, Lieutenant Commander, comandante della 30AU - 30th Assault Unit
- Arthur Woolley, Tenente Colonnello, comandante della 30AU a Littlehampton
- Johnny Ramensky, delinquente professionale e famoso scassinatore di casseforti
- Sir Charles Wheeler, personaggio televisivo e giornalista
- Patrick Dalzel-Job, ufficiale della Naval Intelligence britannica e membro dei commando UK, generalmente considerato il modello per l'agente segreto immaginario di Fleming 007
- Martin-Smith, capitano
- Curtis, Lieutenant Commander
- McFee, tenente

### Caduti
Questo è un elenco (parziale) dei caduti dell'Unità :
- John Moir Alexander, (* Dundee-Scozia, 26 luglio 1921 / † Dieppe-Amministrazione militare tedesca della Francia, 19 agosto 1942), Marine
- Samuel Bernard "Ginger" Northern (* Warsop Vale-Nottinghamshire, 14 maggio 1921 / † Dieppe-Amministrazione militare tedesca della Francia, 19 agosto 1942), Marine
- Colin William Ashton (* Wigan-Lancashire, 14 febbraio 1916 / † Leros-Isole italiane dell'Egeo, 5 ottobre 1943), Fuciliere
- Francis Mcdaid (* Glasgow-Scozia / † Leros-Isole italiane dell'Egeo, 5 ottobre 1943), Soldato
- John Bancroft († Leros-Isole italiane dell'Egeo, 27 Ottobre 1943), Bombardiere
- Thomas Eaton Belcher (* 1916 / † Leros-Isole italiane dell'Egeo, 27 Ottobre 1943), Capitano
- Theodore Alexander Maurice "Rusty" Ionides († Normandia-Amministrazione militare tedesca della Francia, 11 giugno 1944), Tenente
- Lennard Bentley (* Bolna Blanca-Argentina, 15 luglio 1924 / † Normandia-Amministrazione militare tedesca della Francia, 11 giugno 1944), Marine
- Leo Arthur Philip Wright (* Canning Town-Londra, 2 aprile 1920 / † Normandia-Amministrazione militare tedesca della Francia, 12 giugno 1944), Caporale
- Henry Raymond Jeffcott (* 1922 / † Normandia-Amministrazione militare tedesca della Francia, 25 giugno 1944), Marine
- Frank John O'Callaghan (* Midleton-Cork-Irlanda, 9 febbraio 1924 / † Normandia-Amministrazione militare tedesca della Francia, 25 giugno 1944), Marine
- Peter Brady (* Liverpool-Lancashire, 18 gennaio 1923 / † Governo provvisorio della Repubblica francese, 1 settembre 1944), Abile Marinaio
- Daniel Muldoon (* Blackhill-Durham, 30 gennaio 1924 / † Governo provvisorio della Repubblica francese, 1 settembre 1944), Abile Marinaio
- Herbert William Sanderson († Governo provvisorio della Repubblica francese, 1 settembre 1944), Marine
- Herbert Oliver Huntington-Whiteley (* 27 febbraio 1920 / † Le Havre-Governo provvisorio della Repubblica francese, 12 settembre 1944), Capitano
- Geoffrey Shaw (* Sheffield-South Yorkshire, 9 settembre 1922 / † Le Havre-Governo provvisorio della Repubblica francese, 12 settembre 1944), Marine
- Kenneth Cowan (* Belfast, 1926 / † Inghilterra, 17 gennaio 1945), Marine
- Anthony Denzil Robinson (* Melbourne-Australia / † Repubblica Sociale Italiana, 24 marzo 1945), Tenente

### Altre fonti
- J. A. C. Hugill, The Hazard Mesh, London, Hurst & Blackett, 1946, OCLC 14636090.
- J. P. Riley, From Pole to Pole, Bluntisham Books, 1989, ISBN 1-871999-02-2.
- Patrick Dalzel-Job, Arctic Snow to Dust of Normandy, Barnsley, Pen and Sword Military Books, 1991, ISBN 1-84415-238-3.
- Nicholas Rankin, Ian Fleming's Commandos: The Story of the Legendary 30 Assault Unit, London, Oxford University Press, 2011, ISBN 978-0-19-978282-6.
- A. Cecil Hampshire, The Secret Navies, London, W. Kimber, 1978, ISBN 0-7183-0195-1.